# VAC-Chemotherapie
VAC und VAI sind Chemotherapie-Protokolle, die beim Ewing-Sarkom – neben BuMel als Alternative in schweren Fällen – im zweiten Zyklus der Behandlung gemäß der EURO-E.W.I.N.G.99-Studie angewandt werden. Sie bestehen aus den namensgebenden Substanzen:
- Vincristin
- Actinomycin D sowie
- Cyclophosphamid beziehungsweise Ifosfamid[1]

Nebenwirkungen der Chemotherapie sind Haarausfall, Kopfschmerz, Leukopenie und  Übelkeit.